# Triangolo erotico
Triangolo erotico è un film pornografico del 1982 diretto da Richard Bennett (alias Antonio D'Agostino).

## Trama
Al volante dell’automobile, un professore ricorda le sue ultime esperienze sessuali. Sposato con Maria, è innamorato d’una sua studentessa, Adele. Casualmente le due donne s’incontrano e Adele finisce per formare coi due un triangolo erotico che però ha breve durata: Maria sorprende Adele con Conchita e la scaccia, consolandosi con l’alcool.